# Cité scolaire internationale Europole de Grenoble
Pour les articles homonymes, voir CSI.
La Cité scolaire internationale Europole (de Grenoble) ou CSI est un établissement français d'enseignement secondaire général. Elle regroupe dans un même bâtiment un collège et un lycée publics qui accueillent 1250 élèves de 50 nationalités. 

## Historique et organisation

### Historique
Avant la construction des locaux de la Cité scolaire internationale Europole, les sections internationales d'allemand, d'anglais, d'italien et d'espagnol opéraient au sein du Collège-Lycée Stendhal, inaugurées en 1987 afin d'accueillir et de scolariser les enfants de nombreux franco-étrangers employés par les institutions scientifiques de la métropole. La CSI a ouvert ses portes à la rentrée 2001 dans des locaux construits à cet effet dans le quartier Europole à Grenoble.

### Organisation
L'une des particularités de cet établissement scolaire est que l'enseignement de la langue de section internationale (langue vivante 1 (LV1) dans les autres établissements) dure (avec des variations selon l'année d'études) 6h + 2h de discipline non linguistique, contre 3 ou 4 dans un cycle normal. En plus des heures de langue de section, les élèves ont une partie de leurs cours d'histoire-géographie dispensée dans leur langue de section (DNL, discipline non linguistique).
La  Cité scolaire internationale possède un centre de documentation et d'information (qui pendant la période scolaire est ouvert à partir de 17 heures et pendant les vacances de 14 heures à 18 heures) qui devient la bibliothèque municipale internationale de Grenoble.

## Langues des sections internationales

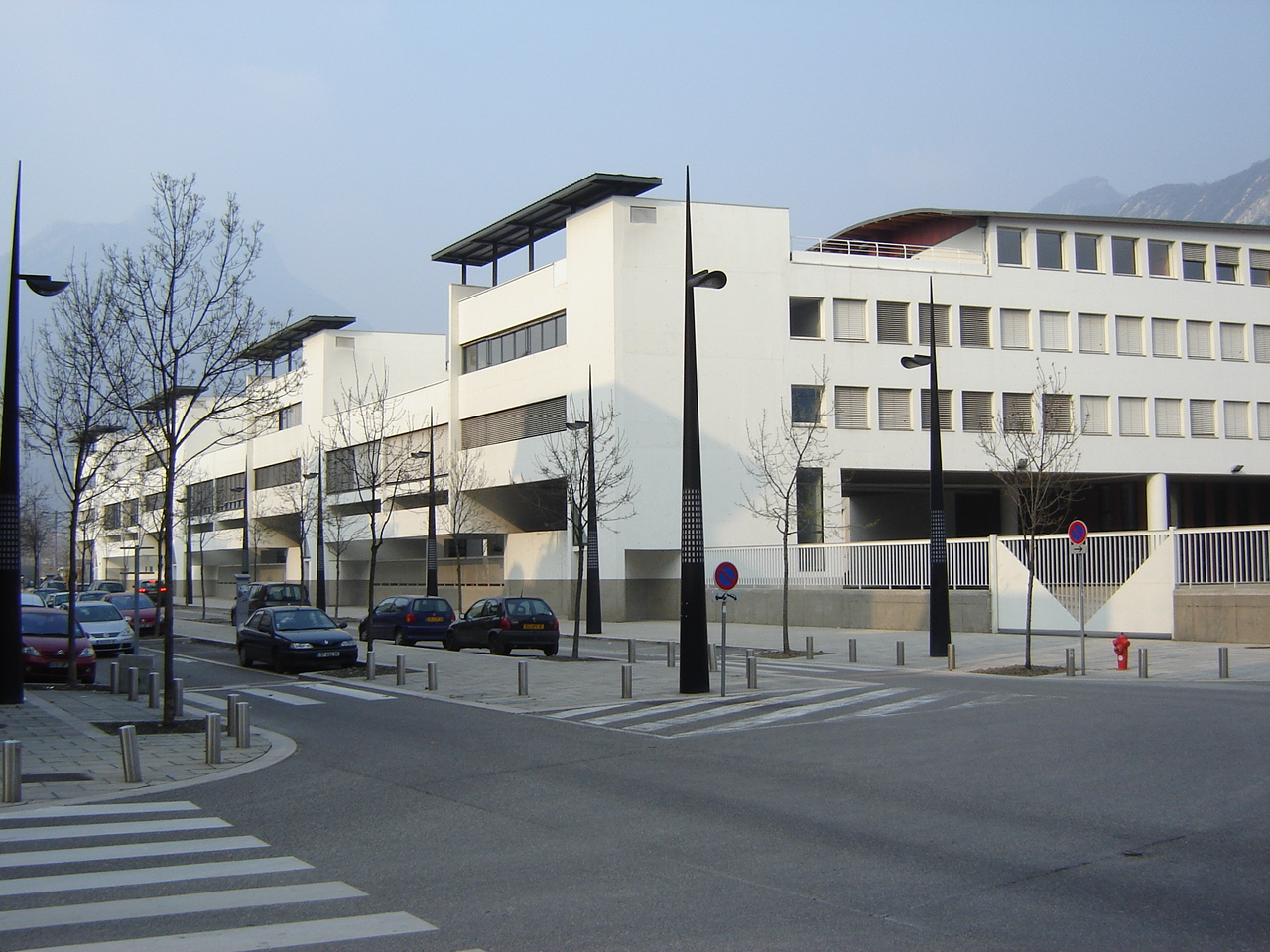
Cité scolaire internationale

Liste des langues :  
- allemand ;
- anglais ;
- arabe ;
- espagnol ;
- italien ;
- portugais;

Liste des sections binationales :
- ABIBAC ;
- ESABAC ;

## Niveaux
Jusqu'à récemment, les élèves étaient, pour leurs cours de langue de section et dans la mesure du possible, répartis en demi-groupe selon leur niveau dans la langue, au moins à l'entrée en sixième. La limitation des moyens horaires entraîne la suppression progressive de cette disposition.

## Baccalauréat
En terminale, les élèves des sections anglaise, espagnole, portugaise et arabe se présentent tous à l'option internationale du baccalauréat. Les élèves de la section italienne sont préparés soit à l'OIB, soit à l'Esabac. Ceux de la section allemande passent l'Abibac, ou l'OIB à partir de 2017.

## Classements du lycée et taux de réussite

### Classements départementaux et nationaux
En 2015, le lycée se classe 5e sur 43 au niveau départemental quant à la qualité d'enseignement, et 397e au niveau national. Le classement s'établit sur trois critères : le taux de réussite au bac, la proportion d'élèves obtenant le baccalauréat en ayant intégré l'établissement en seconde, et la capacité à faire progresser les élèves.
En 2018, le lycée se classe 1er sur 63 au niveau départemental, et 75e au niveau national.
En 2020, le lycée se classe 4e sur 43 au niveau départemental, 11e sur 278 au niveau régional et enfin, 161e au niveau national.
En 2021 il se place 1er du département, 1er de l’académie et 24e national. 
En 2022, il maintient son classement du 1er lycée du département et se classe 120e au niveau national selon la méthodologie du Figaro Étudiant, tandis qu'il est classé 3e et 49e respectivement selon L'Internaute,,. 
Au palmarès 2023 du Parisien le lycée se classe 2e au niveau départemental et 40e au niveau national. 
Au palmarès 2024 du Parisien le lycée se classe 1er au niveau départemental et 13e au niveau national,. Avec 48% de mentions « Très Bien » au baccalauréat 2023, l'établissement est classé 1er hors île-de-France et 4e au niveau national à l'édition 2024 du palmarès des lycées publics d'excellence par le Figaro Étudiant. 
Au palmarès 2025 du Parisien le lycée se classe 1er aux niveaux départemental et régional, et progresse de trois points par rapport à l'année précédente en se classant 10e au niveau national, établissements publics et privés confondus. Par ailleurs, d'après la méthodologie du Figaro Étudiant, le lycée est 1er au niveau régional et 8e au niveau national parmi les lycées publics (ou 32e si on inclut les lycées privés dans le classement),. Enfin, d'après la méthodologie de L'Internaute, l'établissement est classé 1er au niveau régional et 8e au niveau national parmi les lycées publics (ou 28e en incluant les lycées privés).

### Taux de réussite au baccalauréat général
|                  | 2008 | 2009 | 2010 | 2011 | 2012 | 2013 | 2014 | 2015 | 2016 | 2017 | 2018 | 2019 | 2020 | 2021 | 2022 | 2023 | 2024 |
| ---------------- | ---- | ---- | ---- | ---- | ---- | ---- | ---- | ---- | ---- | ---- | ---- | ---- | ---- | ---- | ---- | ---- | ---- |
| Taux de réussite | 99%  | 97%  | 100% | 99%  | 99%  | 98%  | 99%  | 97%  | 97%  | 100% | 99%  | 99%  | 100% | 99%  | 99%  | 100% | 100% |
| Taux de mentions |      |      |      | 83%  | 85%  | 74%  | 83%  | 75%  |      | 83%  | 89%  | 86%  | 98%  | 92%  | 87%  | 96%  | 95%  |

## Admissions
Les admissions se font, pour les élèves déjà scolarisés en France, sur examen de niveau en langue (écrit et oral).
Pour les élèves en provenance de l'étranger, le dossier scolaire est utilisé pour vérifier l'adéquation de leur scolarité antérieure avec le niveau (6e, 5e...) demandé. Un test de français permet de savoir si un soutien en français langue étrangère sera nécessaire.
Les élèves des sections Abibac et Esabac sont quant à eux sélectionnés uniquement sur dossier et lettre de motivation.

## Projets au sein de l'établissement

### Journal Europole News
À l'origine, le journal de l'établissement se nommait Le Mouton à 7 Pattes, un journal multilingue et multimédia écrit par des lycéens, parfois aidés par leurs professeurs et parents. En parallèle se développent aussi un blog appelé Euroblog et le magazine Euromag.
Depuis 2015, les élèves le rebaptisent Europole News. Ce journal, dirigé et rédigé de manière totalement autonome par une vingtaine d'élèves (en 2017) a plusieurs objectifs: informer les élèves sur les événements de l'établissement, traiter de l'actualité internationale et locale, promouvoir la culture internationale et encourager la libre expression des élèves. Le journal se décline en deux formats: une édition papier publiée à fréquence mensuelle, et une version numérique.

### Pièce de théâtre annuelle en section anglaise
Tous les ans, l'association Umbrella de la section anglaise organise une pièce de théâtre appelée pantomime (mot anglais signifiant pièce de théâtre muette). Au début de chaque année, un casting est organisé auprès des collégiens. Par exemple, en 2014, la section anglaise a produit Aladdin.

## Bibliothèque
Situé au niveau de la rue Félix-Esclangon et de la place de Sfax, le bâtiment intègre la bibliothèque municipale internationale de Grenoble.

## Accès
L'établissement est accessible en transport en commun, par la ligne B du tramway de Grenoble, ou par la ligne de bus C5 située à trois minutes de l'établissement.
De plus, l'établissement se situe à moins de 500 mètres de la gare de Grenoble, permettant un accès rapide pour des élèves habitant dans la vallée du Grésivaudan ou du pays Voironnais.